# Living Stone (schip, 2017)
De Living Stone is een baggerschip dat ontworpen werd om diepzeekabels te leggen en geulen te baggeren op de zeebodem. Het schip werd besteld door DEME, een internationale groep van firma's, gespecialiseerd in baggerwerken.
In december 2015 werd de kiel van het schip belegd op LaNaval, een scheepswerf bij Bilbao in Spanje. Op 18 september 2016 werd het schip te water gelaten.

## Functie
De Living Stone vormt samen met het schip 'Flintstone' (20 000 dwt), de 'Rollingstone' (11 500 dwt) en de 'Seahorse' (18 000 dwt) een vloot van baggerschepen die werk verrichten voor Tideway, de Nederlandse dochteronderneming van DEME. De Living Stone wordt naast baggerwerken ook ingeschakeld als transportschip bij offshoreprojecten zoals het leggen van het European Supergrid Netwerk op de Noordzee, oprichten van windmolenparken en constructie- of afbraakwerken op zee.

## Specificaties

### Voortstuwing
De Living Stone is uitgerust met een dynamisch positioneringssysteem (DP3). De motoren van het schip lopen zowel op lng (vloeibaar aardgas) als op dieselolie. Dankzij de lng kan de uitstoot van CO2, NOx en SOx van het schip laag worden gehouden. Aan boord worden voornamelijk biodegradeerbare vetten en oliën gebruikt. Het schip maakt gebruik van warmterecuperatie om zo zuinig mogelijk te functioneren. Op deze manier behaalt het schip het 'Green Passport' en overtreft het de Marpol-vereisten.

### Uitrusting
Het schip is uitgerust met een helikopterdek, fall pipe subsea installation system, inclined subsea installation system en een kraan van 600 ton.
De totale ladingscapaciteit bedraagt 12 500 ton.
De Living Stone kan twee carrousels dragen van elk 5000 ton die onder het dek geïnstalleerd zijn. Bovendeks (ongeveer 3500 m²) kunnen modulaire kabelsystemen geïnstalleerd worden, op afstand bestuurde robotten (ROV - remotely operated vehicle) voor onderwaterwerkzaamheden en het buizensysteem voor baggerwerken. Een dekkraan kan tot 600 ton zware objecten tillen en assisteren bij bouw- of afbraakwerken van olieplatformen, de aanleg van havens en dergelijke.

### Accommodatie
De Living Stone biedt plaats aan 100 opvarenden.